# Incidente dell'Antonov An-26 di Kavatshi Airlines del 2005
Il 5 settembre 2005, un Antonov An-26B della Kavatshi Airlines si è schiantato durante l'avvicinamento all'aeroporto di Matari ad Isiro, nella Repubblica Democratica del Congo, uccidendo tutte le 11 persone a bordo.

## L'incidente
L'Antonov An-26B ER-AZT era in fase di avvicinamento all'atterraggio il 5 settembre 2005 al termine di un volo passeggeri nazionale non di linea nella Repubblica Democratica del Congo dall'aeroporto di Beni all'aeroporto di Matari ad Isiro. Intorno alle 07:30 ora locale, durante l'avvicinamento finale alla pista 31 in mezzo alla nebbia, l'aereo colpisce un albero, schiantandosi a 1,5 km (0,9 miglia) dall'aeroporto e prendendo fuoco, uccidendo tutte le 11 persone (quattro membri dell'equipaggio e sette passeggeri) a bordo. L'incidente è avvenuto lo stesso giorno, appena un'ora dopo, lo schianto del volo Mandala Airlines 091 poco dopo il decollo da Medan a causa di un'errata configurazione di decollo, con 100 vittime a bordo del Boeing 737 e altre 49 a terra.

## L'aereo
L'aereo era un Antonov An-26B bimotore, numero di serie del produttore 9005, che aveva volato per la prima volta nel 1979 ed era registrato come ER-AZT. La Galaxie Corporation, che operava nella Repubblica Democratica del Congo come Kavatshi Airlines, noleggiò l'aereo da Aerocom nel novembre 2003. Il certificato di aeronavigabilità dell'aereo era scaduto nel settembre 2004, eppure l'Antonov rimase in servizio.